# Кобец, Александр Игоревич
Александр Игоревич Кобец (укр. Олександр Ігорович Кобець; род. 15 апреля 1996 года, Новомосковск, Украина) — украинский профессиональный баскетболист, играющий на позиции атакующего защитника.

## Биография
Родился Кобец в г.Новомосковск в семье баскетбольных тренеров. Александр начал заниматься баскетболом с раннего детства в ДЮСШ г.Новомосковск . В возрасте 12 лет был приглашен баскетбольной школой «Черкасские мавпы» в г. Черкассы. В 2012 году дебютировал на профессиональном уровне в составе украинского клуба  «Черкасские мавпы» . В сезоне 2017-1018 стал чемпионом Украинской суперлиги в составе «мавп» и самым результативным игроком в истории клуба , в среднем за игру набирая 14,3 очка, 3.2  подбора .  Кобец  объявил о желании выставить свою кандидатуру на драфт НБА 2018 года , но выбран не был. Летом 2018 года  Александр Кобец  выступал в Летней Лиге НБА за команду «Чикаго Буллз». 14 октября 2018 года Александр подписал контракт с клубом НБА «Вашингтон Уизардс», сразу после чего был отчислен в фарм-клуб Лиги Развития НБА «Кэпитал-Сити Гоу-Гоу.

## Сборная Украины
- 2012 — участник чемпионата Европы U-16 в Литве
- 2013 — участник чемпионата Европы U-18 в Латвии
- 2014 — серебряный призёр чемпионата Европы U-18 в Болгарии (дивизион В). Лучший атакующий защитник чемпионата Европы, символическая сборная турнира
- 2015 — участник чемпионата Европы U-20 в Италии
- 2018 — дебютировал в мужской национальной сборной Украины[6].

## Достижения
- Чемпион Украинской суперлиги, сезон 2017/2018.
- Бронзовый призер чемпионата Европы 2017 по баскетболу 3×3 в составе национальной сборной Украины.

## Образование
- Окончил Черкасский национальный университет имени Б. Хмельницкого.